# 稲葉宏雄
稲葉 宏雄（いなば ひろお、1931年8月16日 - ）は、教育学者、京都大学名誉教授。
岐阜県大垣市生まれ。1954年京都大学教育学部卒業。59年同大学院教育学研究科博士課程単位取得退学、京都女子大学文学部専任講師、65年助教授。1972年京都大学教育学部助教授、79年教授。88年教育学部長、95年定年退官、名誉教授、近畿大学生物理工学部教授。2000年龍谷大学文学部教授。2003年退職。

## 著書
- 『学力問題と到達度評価』あゆみ出版 1984
- 『現代教育課程論』あゆみ出版 あゆみ教育学叢書 1984
- 『近代日本の教育学 谷本富と小西重直の教育思想』世界思想社 2004

### 共編著
- 『現代教育方法学』鰺坂二夫、天野正輝共著 ミネルヴァ書房 教育学選書 1973
- 『現代教育の課題』編著 福村出版 1978
- 『教育方法学の課題 カリキュラムと教授・学習』編 ミネルヴァ書房 TP叢書 1979
- 『道徳教育の諸問題』編著 福村出版 1979
- 『基礎からの到達度評価 わかる授業とたしかな学力を求めて』大西匡哉、水川達夫共編著 あゆみ出版 1984
- 『基礎からの道徳教育』編著 福村出版 1986
- 『新・教職教養シリーズ 教育課程』編 協同出版 1992
- 『あの頃の大学生たち 戦後激動の「改革期」を生きる』京都大学教育学部第二期生有志 著 大西匡哉、鴨井慶雄、古寺雅男、西頭三雄児、田中昌人、中内敏夫共編 クリエイツかもがわ 2005
- 『あの頃の若き旅立ち 教育・研究・生活」京都大学教育学部第二期生有志著 大西匡哉、鴨井慶雄、古寺雅男、田中昌人、中内敏夫共編 クリエイツかもがわ 2006

### 翻訳
- J.H.ブロック、L.W.アンダーソン『教科指導における完全習得学習』大西匡哉と監訳 明治図書出版 海外教育研究の新動向 1982
- B.S.ブルーム『すべての子どもにたしかな学力を』大西匡哉と監訳 明治図書出版 海外教育研究の新動向 1986

## 注
1. ↑  『現代日本人名録』